# 麥克·史考特 (棒球員)
麥可·華倫·史考特（英語：Michael Warren Scott，1955年4月26日—），為美國職棒大聯盟的投手，生涯曾效力過大都會與太空人等隊。史考特是1986年的賽揚獎得主，該年他還投出一場無安打比賽和單季300次三振。

## 職業生涯
1976年大聯盟選秀，大都會在第二輪選進史考特。他在1979年登上大聯盟，此後他在大都會4年期間，一共拿下14勝27敗。1982年12月11日，大都會將史考特交易到太空人，換來Danny Heep。史考特在太空人的第一年就投出10勝6敗，防禦率3.72。但隔年他只拿下5勝11敗，防禦率4.68。
1985年，在經過投手教練Roger Craig的指導下，史考特學會了指叉球。他在那年拿下了18勝，讓太空人願意端出3年合約綁下史考特。

### 1986年
這年可說是史考特的生涯年，該年他投出18勝10敗，防禦率2.22，還投出聯盟最多的306次三振。9月25日，他面對巨人隊投出無安打比賽。而太空人最終也順利拿下分區冠軍。
之後太空人和大都會在國聯冠軍賽對決，雖然太空人2勝4敗遭到淘汰，不過這2勝都是由史考特所貢獻。當時史考特在系列賽一共投了18局，防禦率僅0.50，並送出19次三振。當時太空人打算讓史考特在第七戰先發，不過太空人在第6場和大都會鏖戰16局後落敗。
雖然球隊輸球，但史考特的好表現依舊讓他獲得國聯冠軍賽的MVP，同年他也拿下賽揚獎。

### 生涯後期

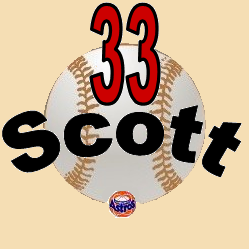
1992年，太空人隊將史考特的33號球衣退休。

1987年，史考特入選明星賽，並投了2局無失分。那年他擔任太空人的開幕戰先發投手，整季拿下16勝13敗，防禦率3.23。他投出8場完投、3場完封，233次三振為國聯第二高。
1988年，他再度擔任開幕戰先發。6月12日，他面對勇士隊投出8.2局無安打比賽。該年他拿下14勝8敗，防禦率2.92。1989年，他生涯首度拿下單季20勝，防禦率3.10，並在賽揚獎票選拿下第二名。1990年，他因為傷勢關係僅拿下9勝13敗，防禦率3.81。1991年，他只出賽2場比賽，而且都吞下敗仗。最後他在球季結束後退休。1992年10月3日，他和前隊友José Cruz的背號一起被太空人永久退休。

## 生涯投球數據
| 勝投 | 敗投 | 防禦率 | 出賽場次 | 先發 | 完投 | 完封 | 投球局數 | 安打 | 失分 | 自責分 | 全壘打 | 保送 | 三振 | 暴投 | 觸身球 |
| ---- | ---- | ------ | -------- | ---- | ---- | ---- | -------- | ---- | ---- | ------ | ------ | ---- | ---- | ---- | ------ |
| 124  | 108  | 3.54   | 347      | 319  | 45   | 22   | 2068.2   | 1858 | 908  | 813    | 173    | 627  | 1469 | 39   | 33     |

## 外部連結
- 球員資訊和成績在MLB，ESPN，Baseball-Reference，Fangraphs（英文）
- 麥克·史考特在台灣棒球維基館上的頁面（繁體中文）

| 奖项与成就           | 奖项与成就                               | 奖项与成就           |
| -------------------- | ---------------------------------------- | -------------------- |
| 前任： Joe Cowley    | 投出無安打比賽的投手 1986年9月25日       | 繼任： Juan Nieves   |
| 前任： Rick Reuschel | 美國職棒大聯盟單月表現最佳投手 1989年6月 | 繼任： Mark Langston |